# Новопрозорівська вулиця
Новопрозо́рівська ву́лиця — зникла вулиця, що існувала в Московському районі (нині це територія Печерського району) міста Києва, місцевість Нова Забудова. Пролягала від вулиці Василя Тютюнника до Літньої вулиці (проходила паралельно Лабораторному провулку та вулиці Євгена Коновальця, між ними).

## Історія
Вулиця виникла, ймовірно, не раніше 1-ї половини 1920-х років під такою ж назвою (як така, що пролягала від Прозорівської вулиці, нині — вулиця Василя Тютюнника). 
У 1938–1944 роках — вулиця Марини Раскової, на честь радянської льотчиці, Героя Радянського Союзу Марини Раскової. 
Ліквідована у зв'язку з частковою зміною забудови наприкінці 1970-х — на початку 1980-х років.